# NGC 366
NGC 366 là một cụm sao mở nằm trong chòm sao Tiên Hậu. Nó được phát hiện vào ngày 27 tháng 10 năm 1829 bởi John Herschel. Nó được Dreyer mô tả là một "cụm, nhỏ".